# 13 Virginis
13 Virginis är en vit underjätte i Jungfruns stjärnbild.
Stjärnan har visuell magnitud +5,90 och är svagt synlig för blotta ögat vid god seeing. Den befinner sig på ett avstånd av ungefär 375 ljusår.